# Edward Carrere
Edward Carrere (Città del Messico, 13 ottobre 1906 – Mission Viejo, 19 dicembre 1984) è stato uno scenografo statunitense.

## Filmografia parziale

### Cinema
- My Wild Irish Rose, regia di David Butler (1947)
- L'uomo proibito (Winter Meeting), regia di Bretaigne Windust (1948)
- Speroni e calze di seta (Two Guys from Texas), regia di David Butler (1948)
- Le avventure di Don Giovanni (Adventures of Don Juan), regia di Vincent Sherman (1948)
- La fonte meravigliosa (The Fountainhead), regia di King Vidor (1949)
- La furia umana (White Heat), regia di Raoul Walsh (1949)
- The Lady Takes a Sailor, regia di Michael Curtiz (1949)
- Chimere (Young Man with a Horn), regia di Michael Curtiz (1950)
- La leggenda dell'arciere di fuoco (The Flame and the Arrow), regia di Jacques Tourneur (1950)
- Golfo del Messico (The Breaking Point), regia di Michael Curtiz (1950)
- Il passo dell'avvoltoio (Raton Pass), regia di Edwin L. Marin (1951)
- So You Want to Be a Cowboy, regia di Richard L. Bare - cortometraggio (1951)
- Sabbie rosse (Along the Great Divide), regia di Raoul Walsh (1951)
- So You Want to Be a Paper Hanger, regia di Richard L. Bare - cortometraggio (1951)
- So You Want to Buy a Used Car, regia di Richard L. Bare - cortometraggio (1951)
- Stringimi forte tra le tue braccia (Force of Arms), regia di Michael Curtiz (1951)
- Pelle di rame (Jim Thorpe -- All-American), regia di Michael Curtiz (1951)
- Femmine bionde (Painting the Clouds with Sunshine), regia di David Butler (1951)
- Il tesoro dei Sequoia (The Big Trees), regia di Felix E. Feist (1952)
- Valanga gialla (Retreat, Hell!), regia di Joseph H. Lewis (1952)
- Squilli al tramonto (Bugles in the Afternoon), regia di Roy Rowland (1952)
- The Story of Will Rogers, regia di Michael Curtiz (1952)
- Nostra Signora di Fatima (The Miracle of Our Lady of Fatima), regia di John Brahm (1952)
- L'assedio di fuoco (Riding Shotgun), regia di André De Toth (1954)
- Il delitto perfetto (Dial M for Murder), regia di Alfred Hitchcock (1954)
- Sogno d'amore (Sincerely Yours), regia di Gordon Douglas (1955)
- Serenata (Serenade), regia di Anthony Mann (1956)
- Piombo rovente (Sweet Smell of Success), regia di Alexander Mackendrick (1957)
- Il vecchio e il mare (The Old Man and the Sea), regia di John Sturges (1958)
- La trappola del coniglio (The Rabbit Trap), regia di Philip Leacock (1959)
- Sunrise at Campobello, regia di Vincent J. Donehue (1960)
- Mia moglie ci prova (Critic's Choice), regia di Don Weis (1963)
- Il terzo giorno (The Third Day), regia di Jack Smight (1965)
- Due assi nella manica (Not with My Wife, You Don't!), regia di Norman Panama (1966)
- Camelot, regia di Joshua Logan (1967)
- Uomini e cobra (There Was a Crooked Man...), regia di Joseph L. Mankiewicz (1970)